# Římskokatolická farnost Bořitov
Římskokatolická farnost Bořitov je územní společenství římských katolíků v obci Bořitov s farním kostelem sv. Jiří. Farnost je součástí blanenského děkanství v rámci brněnské diecéze.

## Území farnosti
- Bořitov – farní kostel sv. Jiří
- Krhov – kaple Božského Srdce Páně

## Historie farnosti
Farní kostel je pozdně románskou stavbou z doby kolem roku 1200. Nejcennější dochovanou románskou malbou je zde vyobrazení svatého Kryštofa z 2. čtvrtiny 13. století, jedna z nejstarších v českých zemích.
Součástí bořitovské farnosti byla také vesnice Jestřebí, která byla k 1. říjnu 2015 přičleněna k farnosti Rájec nad Svitavou-Jestřebí.

## Duchovní správci
Prvním známým duchovním správcem byl Jan Húska roku 1487. Posledním katolickým knězem byl Jan roku 1553. Po něm zde působili nekatoličtí kněží až do začátku 17. století. Farní kroniku založil na konci 18. století Václav Novotný.
Farářem zde byl od 1. října 2012 do roku 2021 R. D. Bohumil Němeček.
Od 1. září 2021 do 26. května 2023 spravoval farnost administrátor Tomáš Žižkovský. Od 26. května 2023 byl dočasným administrátorem R. D. Jaroslav Čupr, farář z farnosti Blansko. Následně zde byl ustanoven farářem R. D. ICLic. Mrg. Jan Nekuda a toho od 1. srpna 2025 vystřídal R. D. Mgr. Ing. Jan Klíma.

## Bohoslužby
| Kostel   | Místo   | Bohoslužba (den)   | Hodina            | Poznámka     |
| -------- | ------- | ------------------ | ----------------- | ------------ |
| sv. Jiří | Bořitov | neděle úterý pátek | 8.30 17.30 17.30. | Farní kostel |

## Aktivity farnosti
Den vzájemných modliteb farností za bohoslovce a bohoslovců za farnosti brněnské diecéze a Adorační den připadá na 28. prosince.
Farnost se účastní akce Noc kostelů.
Každoročně se ve farnosti koná tříkrálová sbírka, v roce 2015 se při ní v Bořitově vybralo 32 866 korun, v Krhově 3 850 korun. V roce 2017 dosáhl výtěžek sbírky v Bořitově 41 539 korun, v Krhově 4 220 korun. O rok později činil výtěžek sbírky v Bořitově 45 221 korun, v Krhově 4 376 korun.